# Klemensker Sogn
Klemensker Sogn er et sogn i Bornholms Provsti (Københavns Stift).
I 1800-tallet var Klemensker Sogn et selvstændigt pastorat. Det hørte til Nørre Herred i Bornholms Amt. Klemensker sognekommune blev ved kommunalreformen i 1970 indlemmet i Hasle Kommune, der i 2003 indgik i Bornholms Regionskommune.
I Klemensker Sogn ligger Sankt Clemens Kirke.
I sognet findes følgende autoriserede stednavne:
- Asseregårds Huse (bebyggelse)
- Baggårdsgrund (bebyggelse)
- Bedegade (bebyggelse)
- Bolderis (bebyggelse)
- Duebjerg (bebyggelse)
- Klemensker (bebyggelse, ejerlav)
- Kløven (areal)
- Knudegård (bebyggelse)
- Kongensmark (bebyggelse)
- Krashavegård (bebyggelse)
- Krummeled (bebyggelse)
- Ladegård (landbrugsejendom)
- Muregård (bebyggelse)
- Petersborg (bebyggelse)
- Risby (bebyggelse)
- Simlegård (landbrugsejendom)
- Skarpeskade (bebyggelse)
- Skrubbekrak (bebyggelse)
- Splitsgård (bebyggelse)
- Spydelund (bebyggelse)
- Søsende (bebyggelse)
- Tofte (bebyggelse)
- Tornbygård (bebyggelse)
- Ved Bregneshave (bebyggelse)
- Årsballe (bebyggelse)